# Abimelec (hijo de Gedeón)
Abimelec (en hebreo: אֲבִימָלֶךְ‎ ’Ǎḇīmeleḵ "mi padre es rey") (griego Ἀβιμέλεχ), fue un rey de Siquén, hijo del juez Gedeón.

## Historia
Tras la muerte de su padre, intentó por todos los medios ser hecho rey de Israel. Para ello se dedicó a eliminar a todos sus hermanos de manera que nadie pudiera disputarle su liderazgo, y luego se proclamó rey. De sus hermanos, solo sobrevivió Jotam, quien maldijo a los de Siquén por apoyarlo.
Después de tres años se produjeron conflictos con las gentes de Siquén que querían vengar la muerte de sus hermanos. A ellos se unieron algunas ciudades vecinas. Abimelec salió con su ejército para reducir a los rebeldes, venció a los de Siquén, liderados por Gaal, y luego mató a todos los habitantes de la ciudad, la arrasó y la cubrió de sal. Después también mandó matar a los habitantes de la ciudad de Migdal Siquem que se había refugiado en la cripta del templo, y tomó luego la ciudad de Tebés. Sin embargo, al acercarse a la torre donde se habían refugiado algunos de sus habitantes, una mujer dejó caer una piedra de molino que le partió el cráneo.
Al verse herido de muerte le dijo a su escudero que lo matará para que no digan que una mujer lo mató.

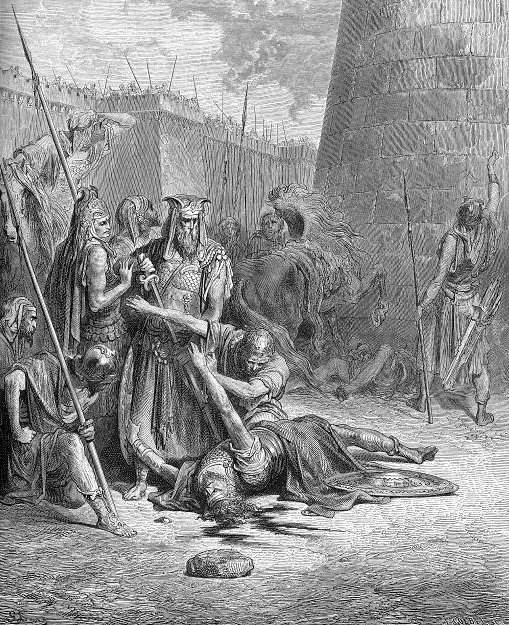
Muerte de Abimelec, Gustave Doré.

| Predecesor: Gedeón | Juez de Israel | Sucesor: Tola |